# Weja Chicampo
Weja Chicampo Puye (Malabo, 27 de diciembre de 1955) es un político ecuatoguineano, perteneciente a la etnia bubi. Es uno de los más importantes líderes del Movimiento para la Autodeterminación de la Isla de Bioko (MAIB).

## Biografía
Cursó sus estudios secundarios en Canarias (España). Estudió economía en la Universidad de Málaga.
En 1978 fundó la Liga Internacional de Refugiados Bubis (LIRB), organización de oposición en el exilio al régimen de Francisco Macías Nguema. Tras el golpe de Estado de 1979 liderado por Teodoro Obiang Nguema, Chicampo regresó a Guinea Ecuatorial.
En 1990 fue uno de los fundadores del partido opositor Convergencia para la Democracia Social (CPDS), formando parte de la ejecutiva nacional de esta formación. En 1993 dejó la CPDS para convertirse en uno de los fundadores del Movimiento para la Autodeterminación de la Isla de Bioko (MAIB). Su labor de opositor le valió sufrir persecuciones, detenciones y torturas durante los siguientes años, razón por la cual en 1996 se exilió en España. Ese mismo año, fue elegido Coordinador General del MAIB por el Consejo Representativo.
Regresó a Guinea Ecuatorial en 2003 tras la invitación del gobierno de Obiang a que retornasen los líderes opositores.  Una vez en Malabo, Chicampo mantuvo varios contactos con diferentes personalidades políticas y legaciones diplomáticas.
En marzo de 2004 fue detenido y encarcelado sin juicio previo en la Prisión de Black Beach por su oposición al régimen, siendo liberado en junio de 2006 cuando el gobierno le fuerza a salir nuevamente del país. Se estableció nuevamente en España, donde reside actualmente manteniendo su cargo de Coordinador General del MAIB.